# شیتز
شیتز (انگلیسی: Sheetz) شرکت خرده‌فروشی آمریکایی است، که در سال ۱۹۵۲ تأسیس شد.